# Beatrix Havergal

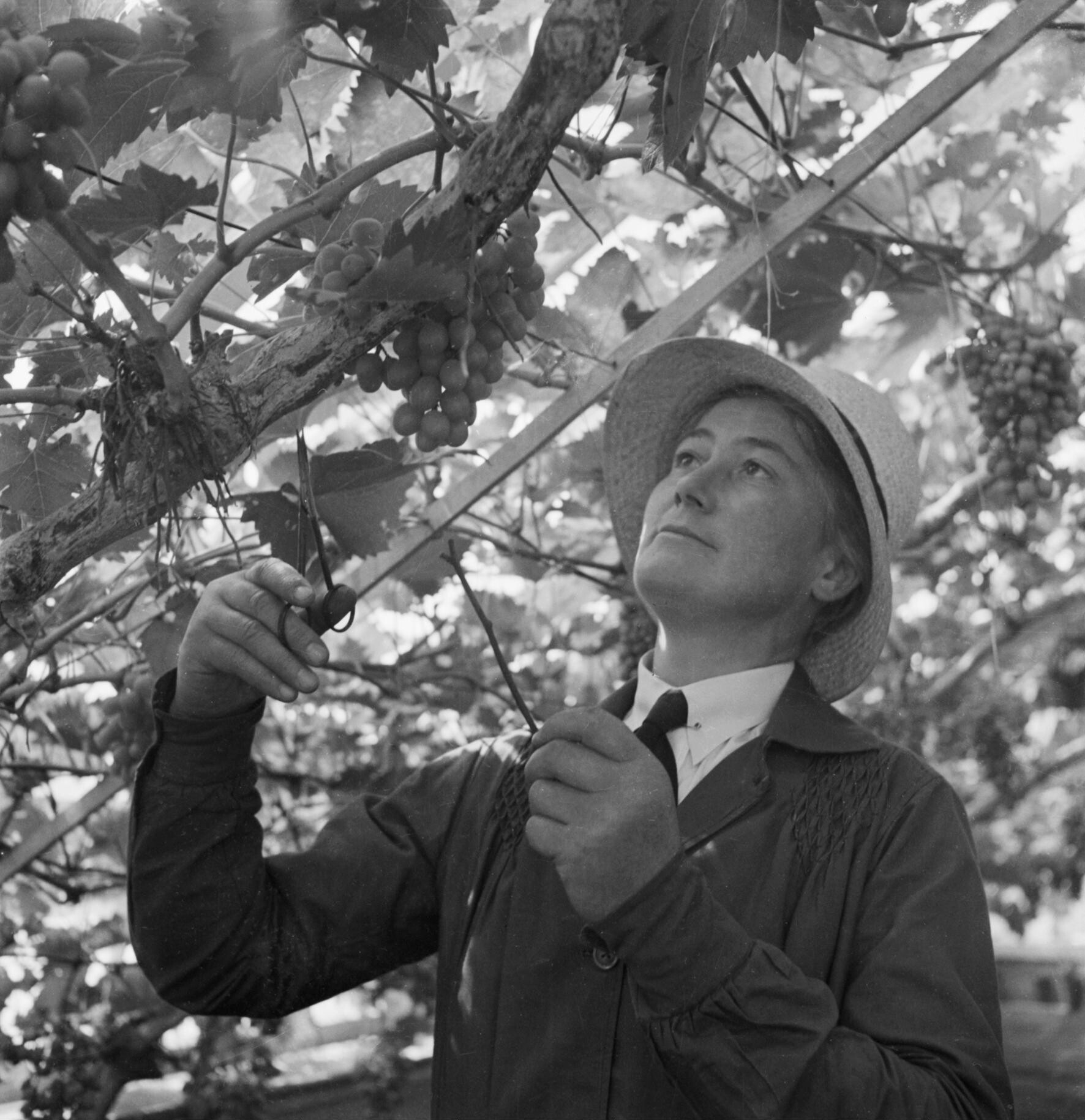
Beatrix Havergal (1943)

Grace Beatrix Helen „Trix“ Havergal MBE (* 7. Juli 1901 im Roydon Manor House nahe Bressingham, Norfolk; † 8. April 1980 in Woolton Hill, Hampshire) war eine britische Gärtnerin, die als Gründerin und Leiterin der Waterperry School of Horticulture bekannt wurde.

## Leben
Havergal wurde 1901 im Roydon Manor House nahe Bressingham, Norfolk, als zweites von drei Kindern des Pastors Clement Havergal und seiner Ehefrau Eveline Mary Barrett geboren. Ihre Großtante war die Kirchenmusikkomponistin und Dichterin Frances Ridley Havergal. Beatrix’ Vater war zum Zeitpunkt ihrer Geburt Vikar von Bressingham, doch seine wechselnden Positionen zwangen die Familie in den nächsten Jahren zu häufigen Umzügen. Ein Jahr nach Beatrix’ Geburt ging die Familie nach Inkberrow in Worcestershire und anschließend in die französische Hauptstadt Paris, wo ihr Vater zwei Jahre lang als stellvertretender Kaplan an der britischen Botschaft diente. 1905 kehrte die Familie nach Norfolk zurück und verbrachte eine kurze Zeit in Bagthorpe, ehe sie sich in Brent Eleigh niederließ. Dort verbrachte Havergal eine glückliche Kindheit, in der sie zunächst von einer Gouvernante erzogen wurde. Mit 11 Jahren wurde sie auf ein Internat in Walmer, Kent, geschickt, bevor sie nach der Scheidung ihrer Eltern 1914 mit ihrer Mutter nach Bedford zog und dort eine lokale High School besuchte.
1916 verließ Havergal die Schule und begann als Teil des Women's War Agricultural Committee als Gärtnerin zu arbeiten. Etwa zeitgleich versöhnten sich ihre Eltern, was ihr den finanziellen Spielraum gab, eine Ausbildung anzustreben. Obgleich musikalisch begabt und interessiert, entschied sie sich für eine Laufbahn im Gartenbau. 1917 begann sie eine Ausbildung an der Thatcham Fruit and Flower Farm nahe Newbury in Berkshire, die sie drei Jahre später erfolgreich mit dem Erhalt eines Zertifikats der Royal Horticultural Society abschloss. Ihre erste Anstellung führte sie in das nahe Dorf Cold Ash, wo sie durch ihre Arbeit die Aufmerksamkeit von Olive Willis erlangte, die Leiterin des lokalen Mädcheninternats Downe House School. Willis bot Havergal daraufhin eine Anstellung als leitende Gärtnerin des Internats an, die diese annahm. Zu ihren Aufgaben gehörte unter anderem die Gestaltung von sechs Tennisplätzen auf dem Gelände des Internats. Zugleich begründete sie in dieser Zeit eine enge Freundschaft mit der Haushälterin des Internats, Avice Sanders, die zu ihrer langjährigen Lebensgefährtin wurde.

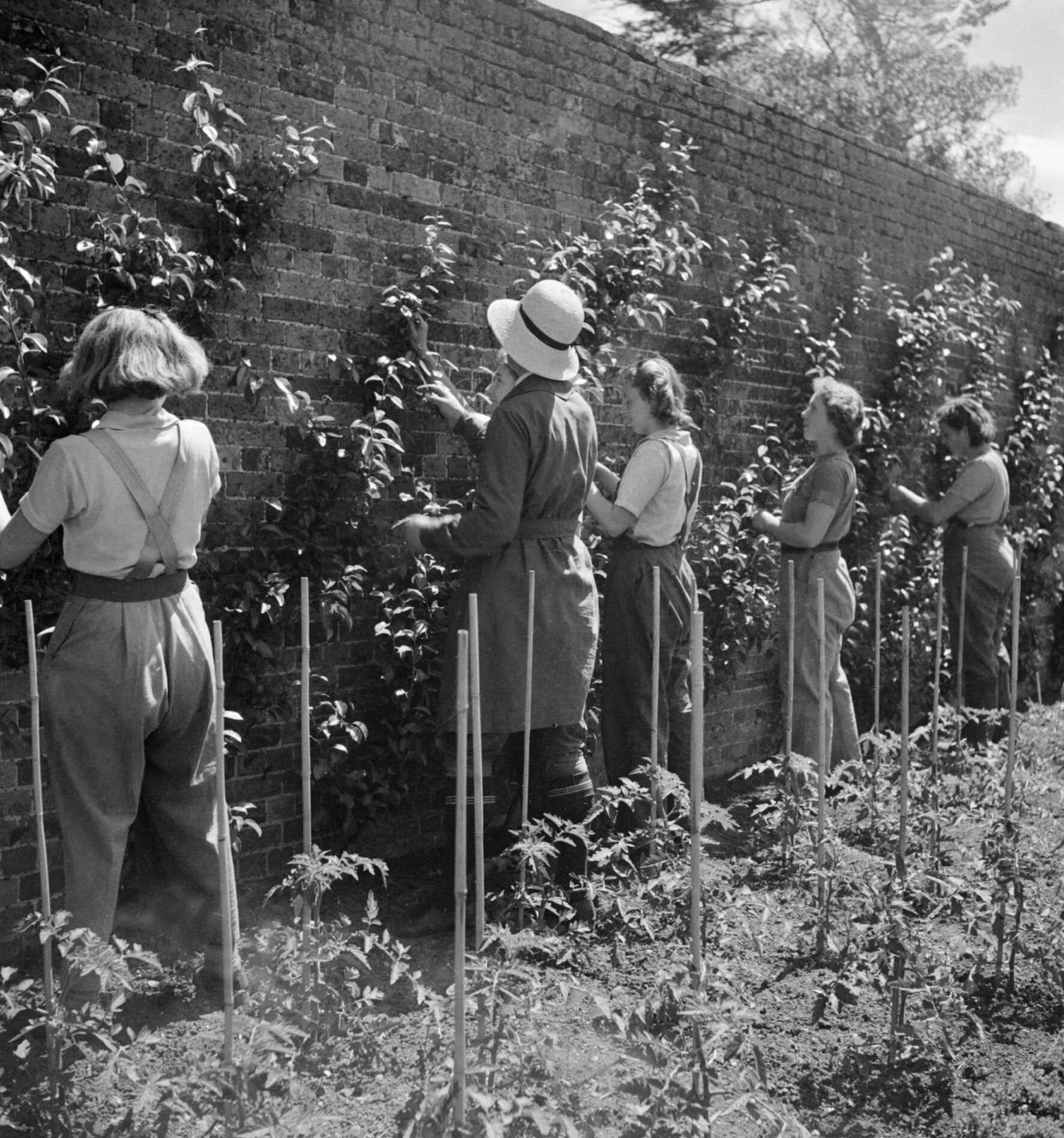
Studentinnen der Waterperry Horticultural School im Jahr 1943 während des Unterrichts

Im Laufe der Zeit erwuchs in Havergal der Wunsch, eine eigene Schule für angehende Gärtnerinnen zu gründen. Mit Unterstützung von Willis zogen Havergal und Sanders daher 1927 in das kleine Dorf Pusey nahe Faringdon in Oxfordshire und pachteten dort ein Cottage und ein wenig Ackerland, um eine erste Schule aufzubauen. Der bald anlaufende Lehrbetrieb war in seiner Kombination von Theorie und Praxis neuartig in England und machte sich daher schnell einen Namen. 1932 erhielt Havergal eine Art Master-Diplom der Royal Horticultural Society; im gleichen Jahr übernahmen Havergal und Sanders das Waterperry House in Waterperry außerhalb von Oxford, das sie vom Magdalen College der University of Oxford anmieteten. Dort begründeten sie die Waterperry Horticultural School, die das Konzept der ersten Schule fortsetzte und bald zu einer gartenbaulichen Institution in Großbritannien wurde. Havergal gab zweijährige Kurse für jeweils fünfzehn bis zwanzig Studentinnen, die den Gartenbau sowohl in Hinblick auf Ziergärten wie auch Nutzgärten erlernten. Während des Zweiten Weltkriegs wurde der normale Lehrbetrieb eingestellt und zur Sicherung der allgemeinen Lebensmittelversorgung der Betrieb vollständig auf Nutzgärten umgestellt. 1948 konnten Havergal und Sanders das Anwesen erwerben, zehn Jahre später wurde die Schule offiziell vom britischen Bildungsministerium anerkannt. Die Abschlüsse der Schule wurden ab 1960 auch vom Institute of Parks Administration anerkannt, als erst dritte Institution neben den Botanischen Gärten von Kew und Edinburgh.
Schulen wie Waterperry öffneten das Berufsfeld des professionellen Gartenbaus in England erstmals für Frauen. Für ihre Arbeit in der britischen Gartenbauszene weit geachtet, wurde Havergal 1960 in Anerkennung ihrer Verdienste im Gartenbau zum Member des Order of the British Empire ernannt. Im gleichen Jahr erhielt sie die Veitch Memorial Medal der Royal Horticultural Society, die 1966 von der Victoria Medal of Honour der gleichen Gesellschaft ergänzt wurde. Ferner diente Havergal als Präsidentin der Horticultural Education Association. Privat war sie unter anderem Mitglied des Oxford Bach Choir. Nach dem Tod von Avice Sanders 1970 und eigenen gesundheitlichen Problemen stellte Havergal 1971 den Schulbetrieb ein, verkaufte Waterperry und verbrachte ihren Ruhestand in einem kleinen Haus auf dem Anwesen, für das sie sich das Wohnrecht gesichert hatte. Sie starb 1980 im Alter von 78 Jahren während eines Familienbesuchs in Woolton Hill, Hampshire, und liegt im Dorf Waterperry nahe ihrer früheren Schule begraben. Das Anwesen selbst wurde von der School of Philosophy and Economic Science erworben und ist heute der Öffentlichkeit unter dem Namen Waterperry Gardens zugänglich.